# 阿貝爾範疇
在數學中，阿貝爾範疇（或稱交換範疇）是一個能對態射與對象取和，而且核與上核存在且滿足一定性質的範疇；最基本的例子是阿貝爾群構成的範疇Ab。阿貝爾範疇是同調代數的基本框架。

## 定義
阿貝爾範疇的公理版本繁多，在此僅取其一（見外部連結）。
一個範疇{\displaystyle {\mathcal {A}}}若滿足下述條件，則稱阿貝爾範疇：
1. {\displaystyle {\mathcal {A}}}是加法範疇。
2. 所有態射皆有核與上核。
3. 所有態射皆為嚴格態射。

只滿足前兩個條件者稱作預阿貝爾範疇。
若取{\displaystyle k}為一交換環，則在上述定義中以k-加法範疇代換加法範疇，便得到k-阿貝爾範疇之定義。

## 例子
- 如上所述，全體阿貝爾群構成一個阿貝爾範疇Ab，而有限生成阿貝爾群構成的滿子範疇也是阿貝爾範疇，有限阿貝爾群亦同。
- 設{\displaystyle R}為環，則左（或右）{\displaystyle R}-模範疇構成一個阿貝爾範疇；根據Mitchell嵌入定理，任何小的阿貝爾範疇皆價於某個{\displaystyle R}-模範疇的一個滿子範疇。
- 如果{\displaystyle R}是左諾特環，則有全體有限生成左{\displaystyle R}-模構成阿貝爾範疇；這是阿貝爾範疇在交換代數中的主要面貌。
- 由前兩個例子可知：固定一個域或除環，其上的向量空間成一阿貝爾範疇，有限維向量空間亦同。
- 設{\displaystyle X}為拓撲空間，則所有{\displaystyle X}上的（實或複）向量叢構成阿貝爾範疇。
- 承上，固定一個阿貝爾範疇{\displaystyle {\mathcal {A}}}，則取值於{\displaystyle {\mathcal {A}}}的層與預層都構成阿貝爾範疇。這是阿貝爾範疇在代數幾何中的主要面貌。
- 若{\displaystyle {\mathcal {C}}}為小範疇而{\displaystyle {\mathcal {A}}}為阿貝爾範疇，則所有函子{\displaystyle {\mathcal {C}}\rightarrow {\mathcal {A}}}構成一個阿貝爾範疇（其態射為自然變換），若更設{\displaystyle {\mathcal {C}}}為預加法範疇，則所有加法函子{\displaystyle {\mathcal {C}}\rightarrow {\mathcal {A}}}也構成阿貝爾範疇。這在一方面推廣了空間上預層的例子，一方面也函攝了{\displaystyle R}-模的例子，因為環可視為僅有單個對象的預加法範疇。
- 拓撲向量空間是預阿貝爾範疇，而非阿貝爾範疇。

## 基本性質
- 在阿貝爾範疇中，任何態射{\displaystyle f}皆可分解為單射。滿射，其中的滿射稱為{\displaystyle f}的上像，而單射則稱為{\displaystyle f}的像。此性質源自公理中對態射嚴格性的要求。
- 任一態射{\displaystyle f}是單射若且唯若{\displaystyle \mathrm {Ker} (f)=0}，是滿射若且唯若{\displaystyle \mathrm {Coker} (f)=0}，是同構若且唯若{\displaystyle \mathrm {Ker} (f)=0,\mathrm {Coker} (f)=0}。
- 子對象與商對象具良好性質。例如：任一對象的子對象構成的偏序集合是有界格。
- 任一阿貝爾範疇{\displaystyle {\mathcal {A}}}可設想為有限生成阿貝爾群的么半範疇上的模；這意謂著我們能構造一個有限生成阿貝爾群{\displaystyle G}與對象{\displaystyle A}的張量積。
- 承上，阿貝爾範疇也是上模；{\displaystyle \mathrm {Hom} (G,A)}可以詮釋為{\displaystyle {\mathcal {A}}}的對象。若{\displaystyle {\mathcal {A}}} 完備，{\displaystyle G}的有限生成假設可以移除。

## 相關概念
阿貝爾範疇是同調代數的基本框架，它容許討論同調代數中的基本構造，如正合序列、短正合序列與導函子。
對所有阿貝爾範疇均成立的重要結果包括五引理（含特例短五引理）與蛇引理（含特例九引理）等等。

## 源流
阿貝爾範疇源於亞歷山大·格羅滕迪克知名的東北論文，該論文發表於1950年代，當時存在兩套不同的上同調理論：群上同調與層上同調，兩者性質相近而定義迥異。格羅滕迪克將兩套理論以阿貝爾範疇上的導函子統合：一者是拓撲空間{\displaystyle X}上的阿貝爾層範疇，一者則是群{\displaystyle G}的{\displaystyle G}-模範疇，導出上同調的函子分別是{\displaystyle {\mathcal {F}}\mapsto \Gamma (X,{\mathcal {F}})}與{\displaystyle M\mapsto M^{G}}。

## 文獻
- P. Freyd. Abelian Categories, Harper and Row, New York, 1964. 可在線閱讀. （页面存档备份，存于）
- Alexandre Grothendieck, Sur quelques points d'algèbre homologique, Tôhoku Mathematics Journal, 1957
- Barry Mitchell: Theory of Categories, New York, Academic Press, 1965.
- N. Popescu: Abelian categories with applications to rings and modules, Academic Press, London, 1973.
- Masaki Kashiwara and Pierre Schapira, Categories and Sheaves, Springer. ISBN 3540279490

## 外部連結
- Categories, sites, sheaves and stacks /Pierre Schapira